# Éventail avec deux danseurs bugaku
Pour les articles homonymes, voir Éventail (homonymie).
Éventail avec deux danseurs bugaku est le titre d'une impression sur éventail du style ukiyo-e datant d'entre le milieu des années 1820 et 1844, réalisée par le célèbre artiste Utagawa Kunisada, aussi connu sous le nom Toyokuni III. Cette gravure est un exemple à la fois des genres uchiwa-e (impression sur éventail) et aizuri-e (impression en bleu monochrome). Elle fait partie de la collection permanente de la galerie d'art du Japon du Musée royal de l'Ontario au Canada.

## Uchiwa-e
Les uchiwa (団扇) sont des éventails plats, ovales et non-pliants, encore utilisés de nos jours pour refroidir le riz lors de la préparation des sushi, au cours des représentations de danse et comme instrument pour se rafraîchir. Du point de vue historique, les uchiwa sont un accessoire ostensiblement féminin, les hommes portant plus généralement des éventails pliants appelés ōgi (扇), suehiro (末広) ou sensu (扇子). Ils sont associés à l'été puisqu'ils se vendent seulement au cours des mois de cette saison et sont souvent décorés d'images estivales. Un critique fait valoir qu'en raison de leur utilisation par les femmes pendant les périodes de chaleur intense, les uchiwa « peuvent avoir une connotation suggestive ».
Comme les impressions ōgi-e (扇絵) d'éventails pliants, les uchiwa sont traditionnellement faits de papier de riz washi monté sur un cadre de bois. Des images sont imprimées sur le papier puis découpées le long des marges et collées sur un cadre en bambou,. En raison de leur manipulation fréquente, il en reste peu d'exemplaires intacts.

## Aizuri-e
Également connues sous les noms aizome-e (藍染絵) et ai-e (藍絵), les aizuri-e (藍摺絵) se traduisent littéralement par « images imprimées en bleu » et décrivent des impressions produites entièrement ou principalement dans les tons de bleu,. Pendants des benizuri-e (紅摺絵) ostensiblement rouges et roses, les aizuri-e constituent un développement apparu à la fin de l'époque d'Edo. Peut-être en raison du fait que les impressions simples de couleur sont moins chères à produire, la technique des aizuri-e est particulièrement populaire pour les uchiwa-e.
Dans le passé, certains historiens de l'art ont théorisé que les aizuri-e sont apparus à la suite d'une interdiction en 1841 par le gouvernement de l'utilisation de couleurs somptueuses dans les gravures nishiki-e (錦絵), estampes multicolores alors dominantes. L'existence d'un certain nombre d'exemples éminents antérieurs à l'interdiction suggère cependant que les aizuri-e ne sont pas simplement apparus comme alternative aux images polychromes. Tandis que l'usage le plus ancien de cette technique est une gravure d'Eisen datant de 1829, Sadahide, Hokusai, Hiroshige, Toyokuni II et Kunisada en ont tous produit de notables exemples.       
La popularité croissante des aizuri-e est directement liée à l'importation en 1829 du premier colorant de synthèse au Japon. Appelé en occident bleu de Prusse, le bleu de Berlin ou bero (ベロ) comme il en est venu à âtre appelé, a efficacement contesté l'indigo naturel comme fondement essentiel de l'ukiyo-e en raison de son prix inférieur et de la diminution de la sensibilité à la décoloration par l'exposition à la lumière. Un critique a décrit les aizuri-e  comme ayant « révolutionné l'estampe de paysage ».

## Bokashi
Étant donné le manque de contraste de couleur dans les aizuri-e monochromes, les artistes de la fin de l'époque d'Edo commencent à expérimenter des techniques pour augmenter la complexité de l'image. C'est ainsi que se développe le bokashi, technique d'impression qui permet la reproduction et le mélange de différents tons de couleur sur une image unique. Ce résultat est obtenu grâce à des applications soigneusement graduées de mélanges d'eau et de pigments sur la gravure sur bois avec un pinceau hake. Le résultat est une impression d'une seule couleur caractérisée par l'ombrage et la tonalité. Il est pratiqué le plus efficacement dans le rendu du ciel et de l'eau. Tandis que les aizuri-e eux-mêmes sont peu coûteux à imprimer, les bokashi le sont. Ils se rencontrent donc généralement dans les gravures formelles et moins souvent dans les supports moins chers tels que les uchiwa-e. Kunisada a toutefois utilisé la technique dans cette impression sur éventail, plus particulièrement dans les régions de nuages et du sol où la valeur du pigment bleu s'approfondit du bleu très pâle à l'opacité presque noire.

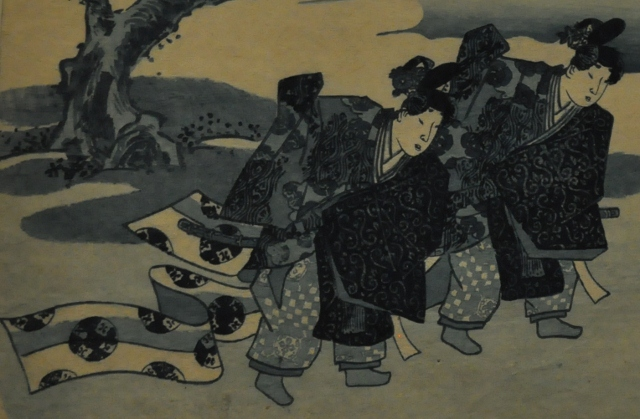
Détail des deux personnages

## Utagawa Kunisada

### Biographie
Utagawa Kunisada (歌川国貞) naît en 1786 dans le district Honjō d'Edo (moderne Tokyo) au sein d'une riche famille de propriétaires de services de traversier. Il commence son apprentissage en 1807 auprès de Toyokuni I, chef de la prestigieuse école Utagawa et prend le nom d'artiste Kunisada afin d'y inclure le second caractère (国 - kuni) du nom de son mentor. En 1844, Kunisada succède à son maître sous le nom Toyokuni III (三代歌川豊国),.
Kunisada se fait un nom en tant qu'illustrateur de livres en 1807 avec la série « Douze heures des courtisanes » (Keisei jūnitoki). Les illustrations de livres kuchi-e sont essentielles au succès des livres sharebon et kibyōshi alors populaires et Kunisada y trouve bientôt un marché lucratif en raison de son talent et de son ambition. Sa position au sein de l'école Utagawa lui donne accès à une formation auprès des meilleurs maîtres et lui permet de nouer des liens avec les éditeurs, les acteurs, les théâtres et les associations de poète ce qui en conséquence lui amène de nombreuses commandes. Au début des années 1810 il ouvre son propre studio et la demande pour ses illustrations dépasse celle de son maître. Il se dit que son grand succès est également lié à son « attitude conviviale et équilibrée et [au fait qu'] il livre ses commandes en temps et en heure ».
Kunisada était « sans aucun doute... le graveur d'estampe le plus prolifique et connaissant le plus de réussite de tous les temps ». Il était incroyablement prodigieux et a créé entre 35 et 40 mille dessins pour gravures ukiyo-e au cours de  sa vie. Son atelier était plus grand qu'aucun autre graveur d'estampes et il possédait une « écurie » de plusieurs dizaines d'élèves,. Comme indication supplémentaire de son succès sans précédent, quand il est mort en 1865 après avoir dirigé l'école Utagawa pendant environ 40 ans, il a fait l'objet de quatre portraits commémoratifs shini-e distincts . Il est enterré dans l'enceinte du Banshōin Kōunji dans l'actuel arrondissement de Nakano à Tokyo, aux côtés de Toyokuni I (1769–1825) et Kunisada II (1823–1880).

### Noms
Comme nombre d'artistes de l'époque d'Edo, Kunisada est associé à plusieurs noms tout au long de sa vie,.

#### Noms personnels
- Tsunoda Shōgorō IX (角田庄五朗) - nom de naissance officiel [20].
- Tsunoda Shōzō (角田庄蔵) -- nom commun de naissance
- Yanagishima Toyokuni (柳島豊国) -- surnom adulte lié à la zone de résidence
- Houkuin Teishougasen Shinji -- nom posthume bouddhiste

#### Noms d'artiste
- Utagawa (歌川) - surnom d'artiste
- Kunisada (国貞) - nom d'artiste (1807-1843)
- Toyokuni III (三代目豊国) - nom d'artiste (1844-1865)
- Hanabusa Ittai (英一珪) - nom d'artiste peintre (années 1820-1858)
- Gototei (五渡亭) - gō  (1811-1845)
- Gepparō (月波楼) - gō (c.1811-1813)
- Ichiyūsai (一雄斎) - gō (1811-1817)
- Kinraisha (琴雷舎) - gō (1813-c.1817)
- Oukamuse - gō (c.1821-1822)
- Kōchōrō (香蝶楼) - gō (1824-1861)
- Tōjuen - gō (1827-1830)
- Bukiyō Matahei (不器用又平) - gō shunga (années 1830)
- Ichiyōsai (一陽斎) - gō (1844-1861)
- Hokubaiko (北梅戸) - gō (c.1845)
- Kokuteisha Toyokuni (国貞舎豊国) - gō (1847-1851)
- Fuchōan (富眺庵) - gō (c.1853-58)
- Fuchōsanjin (富眺山人) - gō (dates inconnues)
- Hinashi/ Hinaji Toyokuni (雛獅豊国) - gō (1858-1859)

### Œuvres
Bien que Kunisada a dessiné beaucoup d'images de surimono et d'éventails, la plupart de ses œuvres sont au format ōban. Il a également peint plus de  soixante tableaux.
Compte tenu de sa production incroyable, il n'est pas surprenant que Kunisada a été actif dans différents genres dont le kabuki-e et le yakusha-e (images d'acteurs kabuki), le bijin-ga (images de beautés), le  yūrei-zu (images de fantômes), le sumō-e (images de lutteurs de sumo), le shunga (images érotiques), le musha-e (gravures de guerriers) et l'uchiwa-e. Il est crédité de la popularisation du Genji-e, genre d'impressions associées au roman Le Dit du Genji du XIe siècle, avec sa série de livres parus de 1829 à 1842, Nise Murasaki inaka Genji (« Un Genji de la campagne par un faux Murasaki »). En 1808, il commence à créer des yakusha-e qui constituent bientôt le pilier de sa production, ce qui représente 60 à 70 % de son œuvre au total. Il est si prolifique qu'il en vient à être surnommé « Kunisada, le portraitiste des acteurs » (yakusha-e no Kunisada)”.
Les images de la nature (kachō-e/ 花鳥絵) et les paysages (fūkei-e/ 風景絵) sont deux genres populaires sous-représentés dans l'œuvre de Kunisada. Il a rarement conçu des paysages purs mais a commencé dans les années 1820 ou 1830 à incorporer des éléments de paysage dans des gravures représentant des belles femmes et des acteurs. Éventail avec deux danseurs bugaku avec son arrière-plan paysager dénudé, est un exemple de ce type de pièce.

### Renommée
Malgré son succès en son temps, Kunisada n'était pas hautement considéré en Occident jusqu'à tout récemment. Les critiques contemporains considèrent que Kunisada a été « un créateur de tendances... en phase avec les goûts de la société urbaine », lui attribuent un style « plus humanisé » que ses contemporains et le créditent d'avoir apporté un sens du réalisme à l'ukiyo-e, en particulier dans sa description de la forme féminine.
Beaucoup affirment cependant, que la qualité des œuvres ultérieures de Kunisada s'est dégradée par une utilisation « voyante et ostentatoire » de la couleur et « a perdu... élégance dans la représentation de la forme humaine ». Rupert Faulkner, spécialiste de l''ukiyo-e, est particulièrement virulent, affirmant que l’œuvre de Kunisada « est devenue sensiblement plus grossière et quelque peu maladroite, se révélant une caricature de bas étage et criarde d'expressions faciales et de poses grotesques exagérées ». Il a été suggéré que sa production a généralement souffert « en raison de la surproduction et de l'abaissement des normes artistiques » ainsi que de possibles problèmes de santé mentale ou physique qui ont conduit Kunisada à devenir un quasi-reclus à partir de 1847. Comme le note l'historien de l'art J. Hillier, « La carrière de Kunisada raconte la tragédie de la chute de l'ukiyo-e. Avec un talent évident et une formidable verve, ses premières gravures ont des qualités qui l'associent à la période d'or de l'école mais la grande majorité de ses estampes est hâtivement conçue, sur-colorée et mal imprimée ».

## Impression sur éventail

### Image
La scène imprimée sur l'éventail représente deux danseurs bugaku en costume de cérémonie, qui semblent exécuter une danse à l'unisson, apparemment sans public. Le bugaku, composé des caractères pour « danse » (舞)-bu) et « musique » ou « divertissement » (楽)-gaku), associe la culture japonaise à celles de la Chine, de la Corée, de l'Inde et de l'Asie du Sud-Est de la fin du VIIIe siècle, comme forme de danse exécutée à la cour impériale ainsi que dans les temples et sanctuaires. Les danseurs empruntent des poses stylisées des mains, des bras et des pieds accompagnés par des tambours et la musique orchestrale la plus ancienne du monde, le gagaku. Le bugaku est souvent exécuté par des danseurs portant des masques pour représenter des personnages de fiction, ce qui n'est pas le cas dans cette estampe de Kunisada. Il existe quatre genres dans le bugaku : civil, guerrier, enfantin et danses courantes. Les personnages ici représentés semblent exécuter ce dernier genre.
À partir de la fin des années 1820, Kunisada commence à étudier la peinture auprès de Hanabusa Ikkei (英一珪), maître de l'école Itchō. Le nom d'artiste qui apparaît sur cette épreuve, « Kōchōrō » (香蝶楼), emprunte des caractères du pseudonyme de son maître (Shinkō) et du nom du fondateur de l'école, Hanabusa Itchō (英一蝶). Ces deux artistes ont peint des scènes de bugaku avant l'Éventail avec deux danseurs bugaku mais leurs styles diffèrent de celui des images de Kunisada.

### Signature
L'épreuve est signée près du bord droit de l'éventail. Elle se lit à la verticale de droite à gauche et de haut en bas comme suit : 
- Ligne 1 : Ōju (応需) - préfixe signifiant « par demande spéciale », ce qui suggère qu'il s'agit peut-être d'une commande.
- Ligne 2 : Kōchōrō (香蝶楼) - nom d'artiste (gō) utilisé de 1825 à 1861[36].
- Ligne 3 : Kunisada ga (国貞画) - nom d'artiste utilisé de 1807 à 1843, suivi de « image » (i.e. « de Kunisada »)
- Fin de ligne 3 : double sceau circulaire toshidama-in (年玉印).

### Toshidama
La marque en double cercle sous la signature de Kunisada est un toshidama-in, sceau distinctif utilisé par toutes les générations de l'école Utagawa après que Toyokuni I l'a adopté, pour des raisons inconnues, en 1808 ou 1809. C'est un symbole de chance qui fait référence au pièces de monnaie données aux enfants au Nouvel An. Kunisada donne à la marque sa propre touche unique en l'allongeant et en en faisant un cadre jaune avec remplissage rouge contenant sa signature. À partir de 1850, il utilise presque exclusivement ce style de cartouche.      

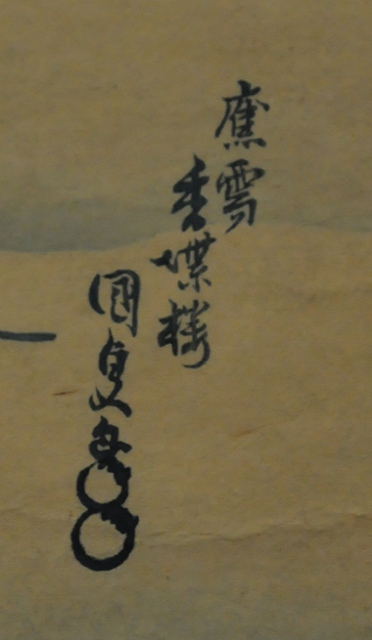
Titre et signature

### Date
Le Musée royal de l'Ontario date l'impression à un moment donné entre le milieu des années 1820 et 1844. Il existe cependant des indices qui permettent de réduire la période de composition entre 1830 et 1843. Le pigment synthétique bleu n'a pas été introduit au Japon avant 1829 et il est peu probable que l'onéreux indigo naturel ait été utilisé pour un genre aussi peu cher que les uchiwa-e. La signature de Kunisada est flanquée de deux sceaux toshidama-in circulaires au lieu d'apparaître dans un cartouche toshidama oblongue et stylisé. Cela suggère que la gravure a été réalisée au début de sa carrière.

### Provenance
Cette impression a été donnée au musée royal d'Ontario par Sir Edmund Walker (1848–1924), président de longue date de la Banque Canadienne de Commerce (en) et premier président du conseil d'administration du musée. Walker a commencé à recueillir l'art japonais dans les années 1870, faisant de lui l'un des premiers collectionneurs d'Amérique du Nord. Il a acheté de nombreuses pièces à New York dans les années 1870 et 80 et pendant un voyage à Londres en 1909. En 1919, après un voyage au Japon, en Chine et en Corée, il est nommé Consul général honoraire du Japon pour Toronto.

### Détails de l'impression
- Taille : ōban
- Format : uchiwa-e
- Titre : aucun
- Sujet : 2 danseurs bugaku dans un paysage suggéré par deux arbres
- Signature : 応需 / 香蝶楼 / 国貞画 (ōju / Kōchōrō / Kunisada ga)
- Sceau : double toshidama-in
- Éditeur : aucun
- Sceau de censure : aucun
- Sceau de date : aucun
- Genre : uchiwa-e, aizuri-e
- Condition : 4 trous circulaires sur le bord droit du papier suggérant l'inclusion précédente dans un livre; quelques plis et taches mineurs
- Provenance : collection de Sir Edmund Walker

## Source de la traduction
- (en) Cet article est partiellement ou en totalité issu de l’article de Wikipédia en anglais intitulé « Fan print with two bugaku dancers » (voir la liste des auteurs).